# Per-Inge Bengtsson
Per-Inge Bengtsson (Karlstad, 29 de octubre de 1961) es un deportista sueco que compitió en piragüismo en la modalidad de aguas tranquilas.
Participó en dos Juegos Olímpicos de Verano en los años 1984 y 1988, obteniendo dos medallas de plata en la edición de Los Ángeles 1984. Ganó siete medallas en el Campeonato Mundial de Piragüismo entre los años 1981 y 1987.

## Palmarés internacional
| Juegos Olímpicos   | Juegos Olímpicos             | Juegos Olímpicos  | Juegos Olímpicos |
| Año                | Lugar                        | Medalla           | Evento           |
| ------------------ | ---------------------------- | ----------------- | ---------------- |
| 1984               | Los Ángeles (Estados Unidos) | Medalla de plata  | K2 500 m         |
| 1984               | Los Ángeles (Estados Unidos) | Medalla de plata  | K4 1000 m        |
| Campeonato Mundial |                              |                   |                  |
| Año                | Lugar                        | Medalla           | Evento           |
| 1981               | Nottingham (Reino Unido)     | Medalla de plata  | K4 500 m         |
| 1982               | Belgrado (Yugoslavia)        | Medalla de bronce | K4 500 m         |
| 1982               | Belgrado (Yugoslavia)        | Medalla de oro    | K4 1000 m        |
| 1985               | Malinas (Bélgica)            | Medalla de bronce | K4 500 m         |
| 1985               | Malinas (Bélgica)            | Medalla de oro    | K4 1000 m        |
| 1987               | Duisburgo (RFA)              | Medalla de bronce | K2 500 m         |
| 1987               | Duisburgo (RFA)              | Medalla de plata  | K4 1000 m        |